# رينيه ميرتنز
رينيه ميرتنز (بالإنجليزية: René Mertens)‏ ولد بتاريخ 3 مارس 1922 في بلجيكا، وتوفي في 9 أبريل 2014 في بلجيكا، كان دراج بلجيكي.

## روابط خارجية
- رينيه ميرتنز على موقع أرشيف الدراجات (الإنجليزية)
- رينيه ميرتنز على موقع إحصائيات الدراجات الإحترافية (الإنجليزية)